# フリーランス
フリーランス（英: freelance）は、特定の企業や団体に所属したり、特定の組織の活動に専従したりしておらず、したがって雇用契約や労働契約の関係を結んで労働力を提供するのではなく、業務委託などにより自らの技能をサービスや成果物を通じて提供することによって生活する、社会的に独立したライフスタイルの個人事業主を指す総称である。日本では法令上の用語ではないが、自由業または自由職業とも呼ばれる。この形態により請け負った業務を遂行する人をフリーランサーまたはフリーエージェントとも呼ぶ。

## 概要
日本では法令上の用語ではないが、経済産業省が2021年に公表したガイドライン内では「実店舗がなく、雇人もいない自営業主や一人社長であって、 自身の経験や知識、スキルを活用して収入を得る者を指す」と定義されている。
単発の仕事として様々な仕事はするものの、その仕事を引き受ける都度契約を結ぶという形態をとる請負であり、小説家や芸能人など個人の能力によって成果と報酬が決まる芸術分野に多いが、大工やプログラマなどの技術者、漁師のような第一次産業も存在する。
派遣会社と契約している派遣社員は、派遣会社に属する従業員と見なされるため、フリーランサーではない。フリーランスという言葉には、自営業・自由業・個人企業（合同会社、パパママ法人などと呼称される小規模事業者）等の複数の法制度が混在しているため、福利厚生や税制度が一律に提供できず、また実態を把握しにくいという社会的な課題がある。
収入は、本人の営業力と業務遂行能力によって決定され、同業の会社員よりも高収入を得る者がいる一方で全く仕事が無いという状況もあり、収入が不安定なためローンやクレジットカードの契約では不利になりがちである。このため公務員や会社員よりも不安定な働き方とされている。
インターネットが浸透してきたことで、フリーランスの増加や社会の構造変化により、フリーランス化や社会回帰が取り上げられるようになった。
2000年、アメリカの政策評議会において公式レポートが提出された。アメリカのフリーランスの実態を調査したそのレポートは「全米国内の就業人口4200万人のうち、1300万人・就業人口の4人に1人が、何らかの形態でフリーランサーとして就労している」という内容であった。
日本国内におけるフリーランス人口の公的調査は、1990年代後半以降、明確なフリーランスへの職業分類としての再定義が行われておらず、正確な現状を把握することは難しい。当時の調査では「自由業者の数が 200万人から230万人・事業所の登録数600万ヶ所以上」との数字があるが、これは、当時の日本国内の就業人口の40分の1程度である。2020年時点の推計では325万人いるとされる。
民営会社に依る調査として、独自の「フリーランス実態調査」が2010年代後半から実施されているが、「全国の20-69歳男女（3,096人）を対象」としており、統計調査としての母体数は少ない。内容は「広義のフリーランスの推計経済規模が初の20兆円を超え、日本の総給与支払額の10％を占める」という経済規模の提示に対して「広義のフリーランス個人の平均報酬は186万円となり、昨年比12%増加傾向」と続き、フリーランス人口ひとりへの所得配分率と総経済規模が矛盾しており、生活水準としての国内最低給与水準には達していない事実が社会課題、クラウドソーシング等のインターネット事業者を経由した単価下降の傾向、所得配分比率の手数料が阻害原因等として伺われる結果となっている。
「日本における広義のフリーランス人口は前年に比べ横ばい、日本の労働力人口に対して17%を占めるという割合」となっているが、日本国内の現在労働力人口の「5人に1人以上」という設定値には、クラウドソーシングサイトへのアカウント開設者を主体対象とした調査母体である背景が予測されるため、「副業（本業・副業を区別していない労働者を含む）フリーランスの人口は744万人、経済規模は7兆8,280億円と8兆円近い規模になり、報酬は堅調に増加し、業務委託ベースのパラレルワーカー数が伸長している傾向にあります。」という最終記述への、公的な中立体による調査による精緻化を行うことで、副業解禁への政策、同一労働同一賃金制度の改定による労働人口の流動化について、正しく実態と社会福祉費用を把握していく必要がある。
フリーランス向けに企業との商談や単価交渉、契約手続きなどをサポートするフリーランスエージェントのようなビジネスも存在する。市場のデータを活かしITエンジニアの案件獲得をサポートするフリーランスエンジニア向けエージェントや、フリーランスの作家と出版社との間で権利関係の交渉を仲介する著作権エージェントなど、様々な種類のエージェントがある。
全国のWebデザインスクール受講者を対象とした調査では、10か月以上の長期講座受講者には転職や独立志向が強く、女性比率64.5%、受講後に独立・副業を開始した人は41.9%に上ったという傾向が示された。この調査結果は、副業やフリーランスとして働くために長期の学習期間を経るケースが一定数存在することを示唆している。

## 語源
英語「freelance」の語源は、中世に遡る。中世は王や貴族は主力となる騎士を中心とした封建軍の補強として、戦争の度に傭兵団（フリーカンパニー）と契約して戦争に臨んだ。この中には正式に叙勲されていない騎士（黒騎士）や傭兵団を離れ戦場に臨む兵士がいた。当時は槍騎兵（lancer）が自分の従卒として歩兵や弓兵を連れている形態が多かったため、契約の際には槍の本数＝1戦闘単位としてカウントされた。まだ敵勢力と契約を交わしていない（英: free）戦闘単位（英: lance）を指す言葉として「freelance」が用いられるようになった。当時は兵士を指していた「free lancer」が、近世以降組織を離れて働く状態を指す言葉に変化した。フリーランスのフリー（英: free）は、拘束されてない（未契約）という意味で、無償の労働者（ボランティア）という意味ではない。英語でこの表現が初めて用いられたのはスコットの『アイヴァンホー』である。
日本では略してフリーと呼ばれることもある。

## 税
日本の税制上におけるフリーランス業の収入は営業等所得として、経費を差し引いた分から決算して確定申告（年間48万円以上）する必要がある。また、その収入が所得税法第204条に掲げる報酬等に該当する場合は所定の金額（原則として100万円以下であれば支払額の10%）が源泉徴収される。
芸能事務所に所属する芸能人など、ほぼ全員が自身のマネジメントを所属事務所に委託している立場にあるため所属事務所から支払われるギャラは「事業所得」となり、専属芸能人であってもフリーランサー同様自分で確定申告を行う必要が生じる契約となっていることもある。ただし自身を代表とする法人を設立し、法人と芸能事務所の間で契約する形を取っている場合、タレント業収入は法人のものとなり、自身はその法人から役員報酬という形の給与所得を受け取ることとなる。

## 保険・年金
日本では国民皆保険により、全ての人がいずれかの公的医療保険と公的年金に加入しなければならない。どの団体にも属していない完全なフリーランスであれば、医療保険は居住地の国民健康保険、年金は国民年金第1号被保険者となる。業種によっては国民健康保険組合のような職業団体が結成した国保に加入することもある。
ただし個人企業法人（代表者のみで従業員がいない、純粋親族企業、など）として法人を設立している、いわゆる「法人成り」をしている自営業者は、業種や従業員の人数に関わらず社会保険制度に強制加入となる（医療保険は健康保険、年金は厚生年金（国民年金第2号被保険者））。社会構造として、法人と個人間の異なる制度あるいは一方の理解においてフリーランスの実態を捉える議論には注意が必要とされる。

## 労働法制
日本においては、フリーランスは個人事業主もしくは個人企業法人であることから、労働基準法でいう「労働者」には該当せず、同法の定める様々な規制（労働時間、年少者や妊産婦の就業制限等）の適用対象とはされない。労働安全衛生法や最低賃金法等の法令についても同様である。
こうした労働条件はフリーランスの場合、相手方との交渉で決すべきものであるが、労働基準法等の保護が及ばないことを逆手に取って、実際にはフリーランスの側にとって不利な条件を結ばされる場合もみられる。こうした契約は、態様によっては事業者間の適切な取引を守る独占禁止法の適用対象とみなされる。そのため、企業によるフリーランスの囲い込みは優越的地位の濫用として、同業者間での引き抜き防止協定はカルテルとして独禁法違反となる。
フリーランスが労働組合を結成して、相手方との交渉に組合として臨むというケースもみられる（個々の事例にもよるが、労働組合法は基本的にフリーランスであっても対象となりうる）。
日本では正社員の解雇には様々な制約が伴うが、正社員に対し年収減少を受け入れて正社員を維持するか、業務委託へ切り替えることを強要し、切り替えた者を数ヶ月で契約解除することで整理解雇する違法な手段も横行している。
2023年（令和5年）4月28日、「フリーランス新法」が成立した。公布から1年6か月以内に公布される。正式名称は「特定受託事業者に係る取引の適正化等に関する法律」であり、通称は「フリーランス・事業者間取引適正化等法」である。
発注元の事業者側にきちんと報酬を支払うなど適正な取引やハラスメント対策を義務付ける。発注元が業務内容や報酬額を書面やメールで明示し、業務完了から60日以内に報酬を支払うことを義務付けた。また、報酬を不当に低くする「買いたたき」や、発注した成果物の受領拒否といった禁止行為を定めた。
この法律は2024年（令和6年）11月1日に施行した。公正取引委員会では特設ウェブサイトを開設するなどして周知を図っているが2024年10月に発表した実態調査では、「内容はよく知らないが、名前は知っている」「知らない」と回答した発注事業者が54.5%あり、報酬額が十分な協議によって決められなかった事例が67.1%あったというのが実状である。その後、フリーランスとの取引が多いアニメーション制作やゲームソフトウエア、リラクセーション、フィットネスクラブの４業種77社を調査した結果、45社で違反や違反が疑われる行為が見つかったことから、発注方法の是正などの行政指導を行なっている。

## 契約形態
フリーランスとしての業務遂行には、クライアントとの間で締結する契約形態が重要な役割を果たす。一般的には「業務委託契約(アウトソーシング)」と「請負契約」のいずれかが用いられるが、それぞれの契約形態には法的性質や適用範囲に違いがある。

### 業務委託契約(アウトソーシング)
業務委託契約(アウトソーシング)は、フリーランスがクライアントから特定の業務を委託される際に締結される契約である。この契約では、業務の遂行プロセスや方法についてはフリーランスの裁量に委ねられることが多いが、完成した成果物の納品が必ずしも義務づけられるわけではない。また、業務委託契約(アウトソーシング)の下ではフリーランスは労働者として扱われないため、労働基準法の適用を受けない。一例として、コンサルティング業務や一部のクリエイティブ業務がこの契約形態に該当する。

### 請負契約
請負契約は、成果物や業務の完成を目的とする契約形態であり、フリーランスは指定された成果物を納品する義務を負う。この契約では、業務遂行の過程よりも成果物そのものが重視され、報酬は納品後に支払われることが一般的である。例えば、ウェブサイトやアプリケーションの開発、デザインの制作などが請負契約の事例として挙げられる。

## フリーランス業の例
基本的に自身の有する技能を提供する業種である。国税局では自由職業の例として、医師、弁護士、作家、俳優、プロ野球選手、外交員、大工を挙げている。

### 医療
- 開業医（個人医院を経営する医師、歯科医）
- あはき業

### 報道・放送・マスメディア分野
以下の「フリー」は前述のとおり「フリーランス」の略
- フリーアナウンサー
- フリー俳優・声優
- フリーナレーター
- フリーライター
- イラストレーター、デザイナー、アニメーター、漫画家などデザイン関係
- フリージャーナリスト
- 評論家

### 芸術分野
- 俳優、ミュージシャンなど事務所と契約、もしくはフリーランスの芸能人
- 作家、翻訳家、ライターなどの著述業
- 画家、書家、写真家など美術関係
- キュレーター
- 著作権エージェント

### 技術職（技術者）・研究職
- 大工、電気工事士など一人親方の技術者（工事毎に契約する）
- レコーディング・エンジニア
- プログラマ、SEなどITエンジニア
- 博士研究員

### スポーツ
- プロ野球選手（1年単位で球団と契約する）
- JRA所属騎手（厩舎に所属しないフリー騎手）
- プロレスラー（プロレス団体乱立に伴って経営難に陥る団体が多くなり、人件費を抑えるため所属レスラーを必要最小限とし、団体に所属しない実力のあるレスラーとシリーズ毎に契約して興業を行うことが多くなっている）

### 農林水産業
- 他の農家や漁師から労働を請け負う農家・漁師
- 林業
- 猟師

### その他
- 通訳
- 弁護士（法律事務所を法人化していない者）
- 保険外交員（保険会社と契約している）
- 講師業（予備校や塾と業務契約する）
- ディスカッションパートナー（壁打ち相手）
- 日雇い・期間労働者（業務単位ごとに企業と契約する形態）
- バイク便ライダー、自転車便のメッセンジャー（被雇用者との区別は曖昧だが、バイク便会社によっては荷主に登録ライダーを斡旋するという形態をとる）
  - ただし2007年9月27日、日本の厚生労働省は特定のバイク便業者と契約を行うライダー（フリーランス）を正式に労働者とみなす判定を下した。
- YouTuber
- フードデリバリーの配達員（マッチングアプリ提供会社とパートナー契約している）
- 特殊知能暴力集団
- オンライン秘書（オンライン上で経理や総務など秘書業務をする者）
- 議員
- 就労継続支援B型事業所の利用者

### 自営業の延長的な業態
契約ごとにサービスを提供
- トラック運転手（荷主と直接交渉・契約する個人経営の運送業者。ただし、合法なのは貨物軽自動車運送事業と、自己所有の土砂等を運ぶ白ナンバーダンプのみ）
- イベントプランナー（広告業の延長的な分野）